# Steve Lawrence
Steve Lawrence, född Sidney Liebowitz den 8 juli 1935 i Brooklyn i New York, död 7 mars 2024 i Los Angeles, Kalifornien, var en amerikansk sångare och skådespelare. Han var gift med sångerskan Eydie Gormé från 1957 fram till hennes död 2013. Paret uppträdde också tillsammans som artister.

## Diskografi (urval)
Hitsinglar (topp 50 på Billboard Hot 100)
- 1952 – "Poinciana" (#21)
- 1953 – "How Many Stars Have To Shine" (#26)
- 1957 – "The Banana Boat Song" (#18)
- 1957 – "Party Doll" (#5)
- 1959 – "Pretty Blue Eyes" (#9)
- 1960 – "Footsteps" (#7)
- 1961 – "Portrait Of My Love" (#9)
- 1962 – "Go Away Little Girl" (#1)
- 1963 – "Don't Be Afraid, Little Darlin'" (#26)
- 1963 – "Poor Little Rich Girl" (#27)
- 1963 – "Walking Proud" (#26)